# 诺瓦布甘杰沙达尔乌帕齐拉
诺瓦布甘杰沙达尔是孟加拉国的一个乌帕齐拉，位于拉傑沙希專區的诺瓦布甘杰县。

## 地理
诺瓦布甘杰沙达尔乌帕齐拉的坐标为24°36′00″N 88°16′00″E / 24.6000°N 88.2667°E，总面积为451.8平方公里。

## 人口
据1991年孟加拉国人口普查，诺瓦布甘杰沙达尔乌帕齐拉共有65158户人家，总计389524人口。其中男性占比50.39%，女性占比49.61%。成年人口为187893。该地区7岁以上人口之平均识字率为27.1%，低于全国平均水平（32.4%）。